# مربای شیرین
مربای شیرین فیلمی به کارگردانی مرضیه برومند و نویسندگی فرهاد توحیدی، بر اساس داستانی به همین نام (مربای شیرین) از هوشنگ مرادی کرمانی و محصول سال ۱۳۸۰ است.

## خلاصه داستان
جلال نوجوان، هر چه سعی می‌کند نمی‌تواند در شیشه مربا را باز کند، از مادر، همسایه، دوستان، معلمان و بقال محله کمک می‌طلبد اما هیچ‌کس قادر به بازکردن آن نیست و سرانجام مشخص می‌شود تمام شیشه‌های کارخانه مرباسازی همین شکل را دارند. جلال که از برخورد توهین‌آمیز عوامل کارخانه ناراحت است، با کمک یک دوره گرد نان خشک جمع کن از آن‌ها شکایت می‌کند، ولی مسئولان کارخانه به جای رفع مشکل، مسابقه‌ای با موضوع بازکردن در شیشه مربا برگزار می‌کنند. این تمهید فریب کارانه باعث فروش بالای مرباها می‌شود، اما جلال با شرکت در یکی از مسابقه‌ها به افشاگری علیه کارخانه می‌پردازد و مدیران آن را به اتلاف سرمایه ملی متهم می‌کند. این مسئله باعث هشیاری و اعتراض عمومی می‌شود و کارخانه هم در اثر شکایت جلال در آستانه تعطیلی قرار می‌گیرد، ولی مسئولان کارخانه با تطمیع و رشوه دوباره فعالیت خود را از سر می‌گیرند و با طراحی شیشه‌های جدید به عرضه محصولاتشان می‌پردازند. در پایان جلال و دوستانش به کارخانه می‌روند و از مدیر آن می‌خواهند که از آن‌ها عذرخواهی کند.

## بازیگران
- لیلا حاتمی
- مانی نوری
- محمدرضا شریفی‌نیا
- گوهر خیراندیش
- امیرحسین صدیق
- ژاله صامتی
- سیامک انصاری
- ارژنگ امیرفضلی
- رامین ناصرنصیر
- مریم امیرجلالی
- ابراهیم‌آبادی
- رضا فیض نوروزی
- لیلی رشیدی
- علی لک پوریان
- حسین سلیمانی
- پروین میکده
- گیتی معینی
- حمزه علی اکبری
- نوید جوزا
- آرمین سلیم مقدم
- اشکان ملک لی
- لیلا شیرمرد
- پروانه عباسی
- مهیار مجیب
- سروش خلیلی
- غلامحسین بهرامی
- فاطمه دانش زاد
- حسین مؤذنی
- جهان نورمهربخش
- بهروز خوش رزم
- علی جوادی
- محمدرضا منصوری
- سعید واثق
- داوود زم
- جهانسوز فولادی
- کامران بزرگ منش
- آزاده خورشیددوست
- سعیده بروجردی
- حسین شفیع
- علی عارف زاده
- فریبرز صدیق
- صالح فرازنده
- مجتبی میرزایی
- لطف اله نعمتی زاده
- فرهنگ فکور
- مهدیس عزیزپور
- آیسان دهقان
- یاس سنجری
- مجتبی واثق
- مهدی مهابادی
- محمدرضا درویش
- ابوالقاسم رضایی
- بیژن افشار
- جابر عزیزنیا
- بهزاد بخشنده
- یونس یزدی
- بهنام قربانی
- رامین جلیلی